# Eperjesi Imre
Eperjesi Imre (Gyöngyös, 1930. április 24. – Budapest, 2015. február 2.) kertészmérnök, egyetemi professzor.
A Házi borászkodás és a Borászati technológia című könyvek szerzője, a Borászat, Házikerti kézikönyv és Weinbau társszerzője.
A Magyar Bor Akadémia örökös tagja. Kutatási területe a reduktív borkészítés elméleti alapjainak és technológiájának fejlesztése, fehérborok színstabilizálása. 

## Család[forrás?]
Szülei Eperjesi Imre és Juhász Anna, mindketten gyöngyösi szőlőtermelő családok leszármazottai.
1957-ben feleségül vette Tury Ilonát, két gyermekük született; Imre és Ágnes.

## Tanulmányok
Alap- és középfokú iskoláit Gyöngyösön végezte, majd az Agrártudományi Egyetem Kert- és Szőlő Gazdaságtudományi Karán szerzett oklevelet 1952-ben.
1955-ben az egyetem Borászati Tanszékén tanársegédi kinevezést kapott, 1958-ban az Agrártudományi Egyetem Továbbképző Szakán a gazdasági tanári oklevelet is megszerezte. 

## Szakmai karrier
1961-ben adjunktussá léptették elő, majd 1967-1979. között tanszékvezető-helyettesi feladatkört látott el. Az oktatás mellett rendszeresen szaktanácsadási feladatokat vállalt állami gazdaságokban és termelőszövetkezetekben - Gyöngyösön is. Vezetőségi tagként aktívan részt vett a MÉTE Borgazdasági Szakosztályában és több más szakmai szervezetben.
“A reduktív borkészítés elméleti alapjai” című kandidátusi szakmai értekezését 1972-ben védte meg, 1974-ben egyetemi docensi, 1993-ban egyetemi tanári kinevezést kapott. Pályafutása során oktatási dékánhelyettesként és oktatási rektorhelyettesként is működött.
Tudományos tevékenységének hazai elismertsége mellett szélesebb körű elismertségét jelzi, hogy több alkalommal kérték fel külföldön is előadások megtartására. Aktív pályafutása során számtalan haza borverseny zsűrijének volt a tagja.
A Szent István Egyetem Borászati Tanszékén végzett négy évtizedes oktatás után egyetemi tanárként ment nyugdíjba 1996-ban. Az egyetem Élelmiszertudományi Karán még ugyanebben az évben Professor Emeritus címmel tüntették ki.
A Magyar Bor Akadémia alapító tagja 1992-től, örökös tagja 2000-től; a Magyar Bor Akadémia 2002-ben Életmű Díjban részesítette. A Magyar Szőlő- és Borkultúra Alapítvány tagja és kurátora 1992-től.
Alapító tagja a hungarikumoknak minősülő borok felkarolása vállaló Magyar Zászlós Borok rendje civil szerveződésnek.
Jelentősebb szakirodalmi munkáinak száma meghaladja a kétszázat.
2005-ben Gyöngyös Város Díszpolgárává avatták.

## Jelentősebb kitüntetései, elismerései
- OTSH Kiváló Társadalmi Munkáért 1980.
- ’Sigmund Elek Emlékérem 1995.
- Professor Emeritus 1996.
- O.I.V. (Nemzetközi Szőlészeti és Borászati Hivatal) Nívódíj 2000.
- Magyar Bor Akadémia Életmű Díj 2002.
- Pro Civitate (Gyöngyös város díszpolgára) 2005.
- Magyar Köztársasági Arany Érdemkereszt 2005.